# Romy Müller

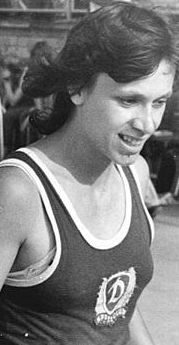
Romy Schneider bei den DDR-Meisterschaften 1977

Romy Müller, geb. Schneider (* 26. Juli 1958 in Lübbenau, DDR), ist eine ehemalige deutsche Leichtathletin, die bei den Olympischen Spielen 1980 in Moskau die Goldmedaille in der 4-mal-100-Meter-Staffel gewann (41,60 s; Weltrekord, zusammen mit Bärbel Wöckel, Ingrid Auerswald und Marlies Göhr). Bei denselben Olympischen Spielen trat sie auch in Einzelwettbewerben an und wurde Fünfte im 100-Meter-Lauf und Vierte im 200-Meter-Lauf.
Sie war an sechs Staffel-Weltrekorden beteiligt (fünf Mal in der 4-mal-100-Meter-Staffel, einmal in der 4-mal-200-Meter-Staffel). Vor den Olympischen Spielen 1980 gewann sie zweimal mit der DDR-Staffel das Europacup-Finale (1977, 1979). Beim Weltcup wurde sie 1977 und 1979 jeweils Zweite mit der DDR-Staffel. 1981 wurde sie Mutter eines Sohnes und 1985 einer Tochter, danach gelang ihr kein Comeback mehr. Sie wurde Krankenschwester und arbeitete im Unfallkrankenhaus Berlin-Marzahn. Seit 2008 ist sie, nach erfolgreicher Beendigung des Studiums zur Diplom-Kauffrau, in einem Pharmaunternehmen tätig.
Romy Müller startete für den SC Dynamo Berlin und trainierte bei Inge Utecht. In ihrer aktiven Zeit war sie 1,68 m groß und wog 61 kg.

## Auszeichnungen (Auswahl)
- 1980: Vaterländischer Verdienstorden in Silber